# Loos-en-Gohelle
Loos-en-Gohelle település Franciaországban, Pas-de-Calais megyében. Lakosainak száma 6850 fő (2022. január 1.). Loos-en-Gohelle Haisnes, Lens, Bénifontaine, Grenay, Hulluch, Liévin, Mazingarbe, Vendin-le-Vieil és Vermelles községekkel határos. A település közelében található egy első világháborús katonai temető.

## Népesség
A település népességének változása:
| Lakosok száma | 6581 | 6568 | 6705 | 6751 | 6855 | 6879 | 6904 | 6896 | 6850 |
|               | 2013 | 2015 | 2016 | 2017 | 2018 | 2019 | 2020 | 2021 | 2022 |